# Lovere
Lovere là một đô thị thuộc tỉnh Bergame trong vùng Lombardia, Ý. Đô thị này nằm bên bờ hồ Iseo phía bắc đồng bằng Pô, vùng Alpơ Ý. Các đô thị giáp ranh gồm: Bossico, Castro (Bergame), Costa Volpino, Pianico, Pisogne, Sovere